# Oshan COS1°
Oshan COS1° (科赛) — семиместный среднеразмерный кроссовер, который выпускался подразделением Oshan компании Changan Automobile с 2018 по 2021 год. Являлся первой моделью подразделения Oshan.

## Описание

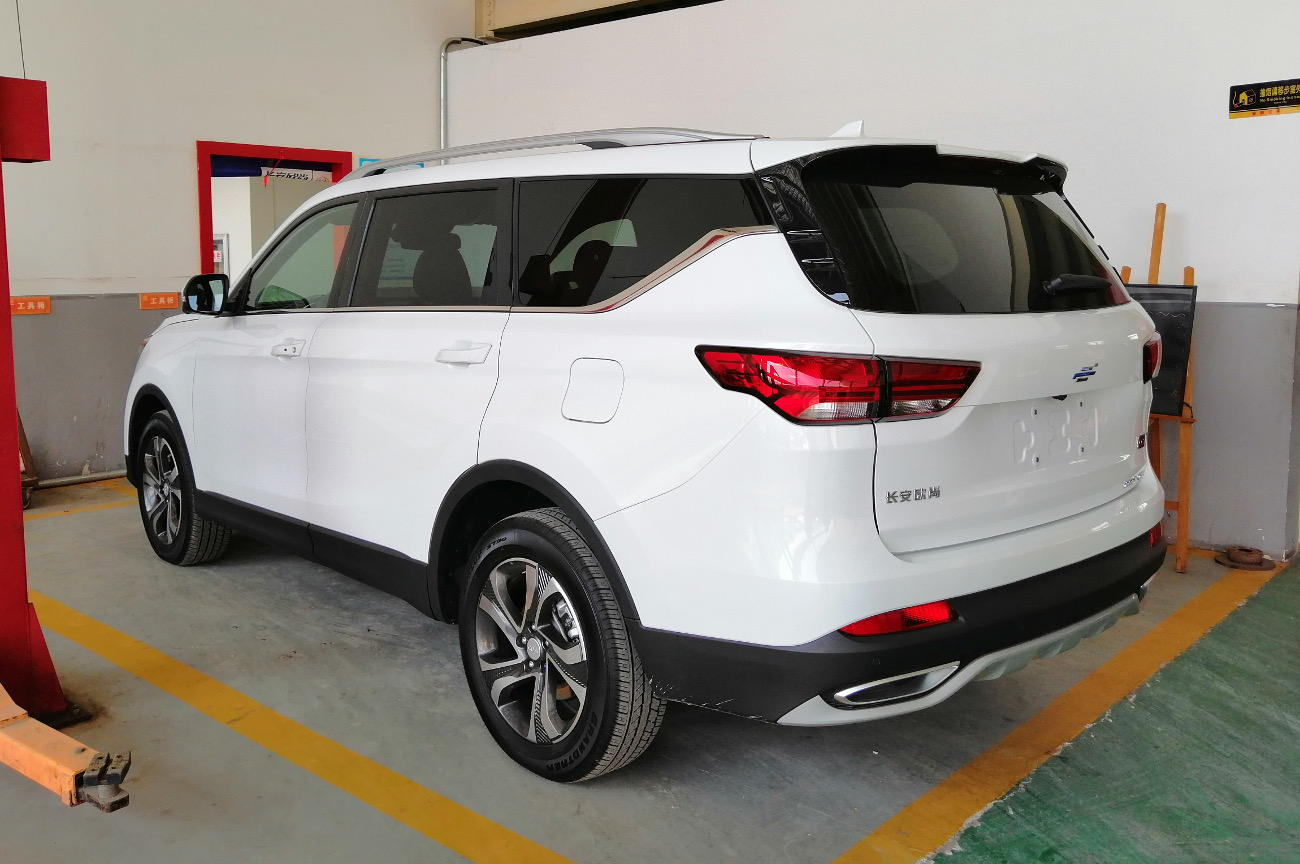
Вид сзади

Oshan COS1° дебютировал в 2018 году на Пекинском автосалоне. На китайском рынке цены варьировались от 93800 до 145800 юаней. 
Автомобиль оснащён 1,5-литровым турбодвигателем мощностью 131 кВт (178 л. с.) и крутящим моментом 265 Н⋅м. 

## Oshan COS1° GT
Oshan COS1° GT был представлен в 2019 году на Шанхайском автосалоне. Изменения коснулись радиаторной решётки и бамперов.

Автомобиль оснащён 2,0-литровым турбодвигателем мощностью 233 л. с. и крутящим моментом 360 Н⋅м в паре с восьмиступенчатой автоматической трансмиссией. Такая же силовая установка применяется в Changan CS85 Coupe.

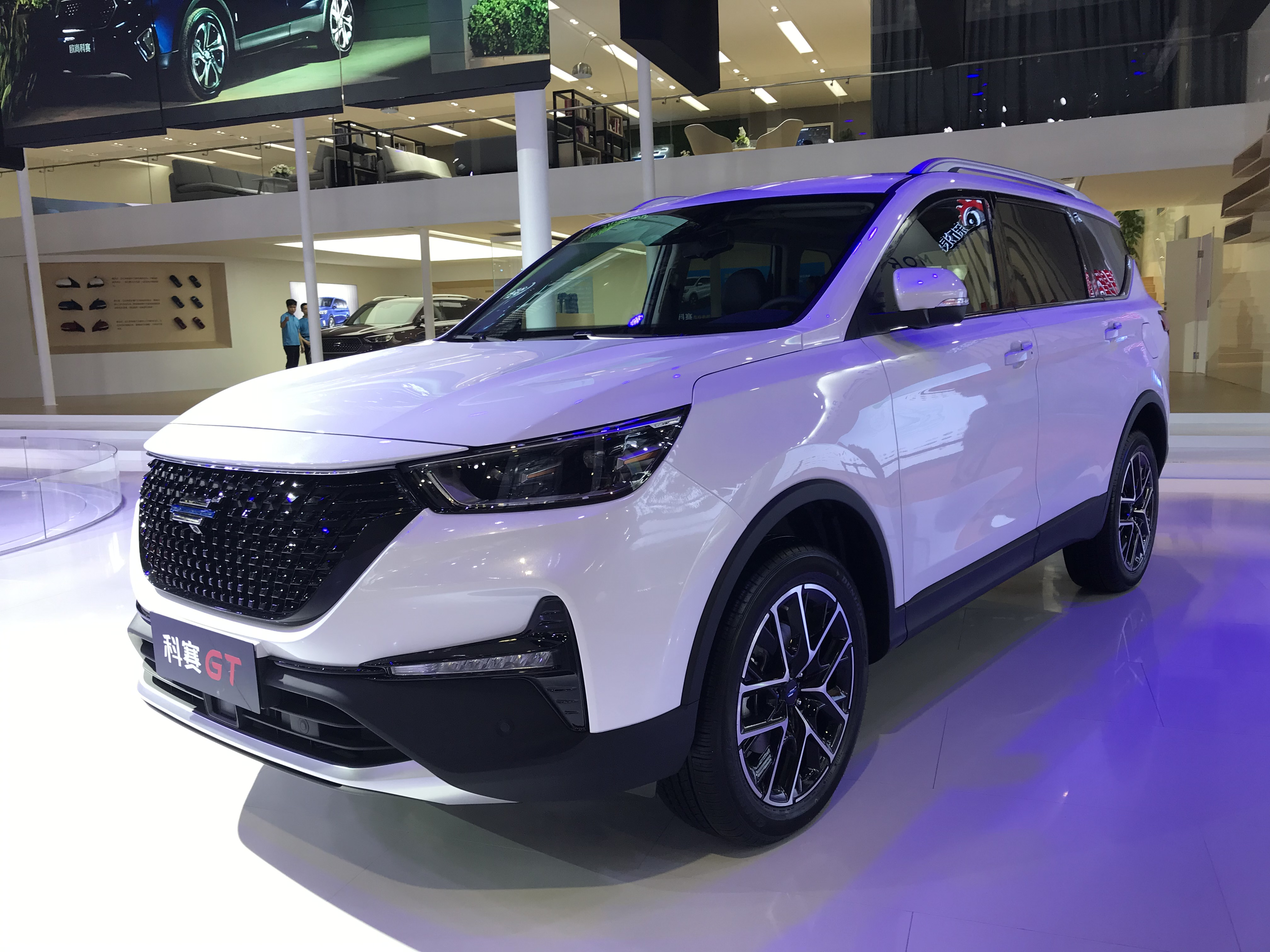
Вид спереди
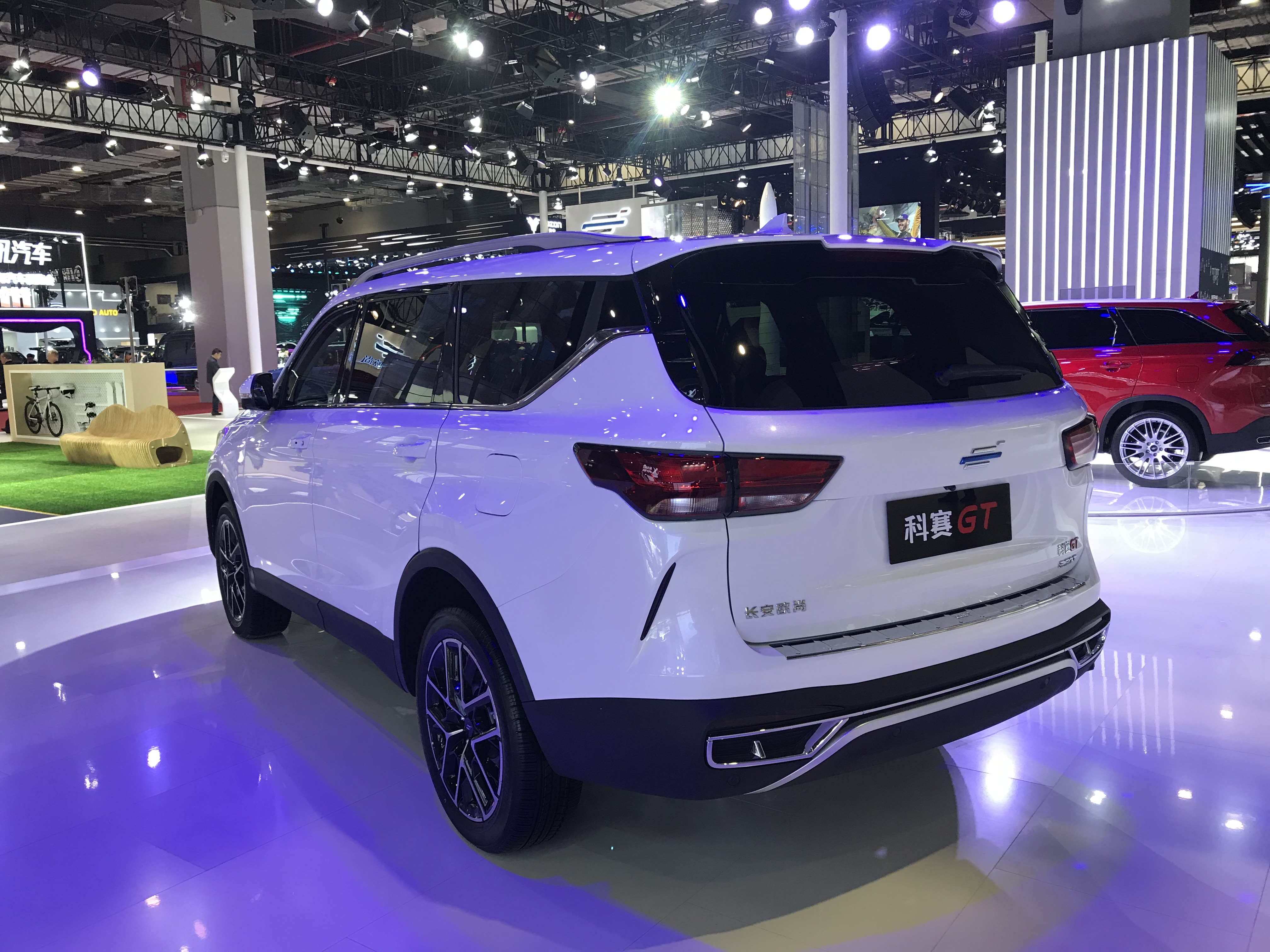
Вид сзади